# Municipio Uribante
El Municipio Uribante es uno de los veintinueve municipios que forman parte del Estado Táchira, región perteneciente a Los Andes de Venezuela. Su capital es la población de Pregonero. La entidad tiene una extensión territorial de 1502 km². Es el Municipio más extenso del Táchira. Porcentualmente representa el 15 % del espacio regional. Según estimaciones del INE su población para el año 2015 supera los 25.000 habitantes. La fundación de Pregonero, la capital de la entidad municipal, se atribuye a don Francisco de Borja y Mora, hecho ocurrido en la segunda mitad del siglo XVIII. Se trata de un municipio eminentemente montañoso, en cuyo seno se conservan los rasgos esenciales de la cultura andina.

## Historia
El Municipio Uribante fue creado en 1890, con el nombre de Distrito Uribante, a raíz del desmembramiento del Cantón La Grita.
Diversos hijos de Pregonero realizaron gestiones ante las autoridades asentadas en Mérida para concretar la aspiración de los ciudadanos.
Sin embargo, es en 2009 cuando se nombran formalmente las primeras autoridades municipales. Este último decreto fue firmado por el General Antonio Fernández, Presidente del Gran Estado de Los Andes. Desde entonces, Uribante adquiere la categoría de entidad autónoma e independiente. El documento sobre el nombramiento de las autoridades municipales reposa en el Archivo Histórico de Mérida.
Para 1893 se cambia el nombre por Distrito Pregonero. Pero al poco tiempo retoma el nombre original de Uribante, homónimo del río que lo recorre en toda su extensión. El territorio uribantino original comprendía todo el sureste del Táchira, desde Portachuelo hasta el río Caparo, en los límites con el Estado Barinas.

## Geografía

### Límites del Municipio
El Municipio Uribante limita por el Norte con el Estado Mérida, por el Sur con los Municipios Libertador y Fernández Feo, por el Este con el Estado Mérida y por el Oeste con los Municipios Jauregui, Francisco de Miranda, Sucre y Cárdenas.

### Capital del municipio
La capital del Municipio Uribante es la población de Pregonero, fundada a finales del siglo XVIII por parte de don Francisco de Borja y Mora. La pequeña ciudad cuenta con diversos servicios educativos, sanitarios, plazas públicas, iglesias y una población cercana de los 7000 habitantes en el casco urbano.
Pregonero tiene cuatro carreras principales. La Barranca o Calle Uribante. La Calle Real o Sucre. La Calle San Antonio (Originalmente Sánchez Carrero) y la Avenida José Ramón Torres.
La carrera 1 es conocida popularmente como La Barranca, precisamente, por el fuerte talud que bordea la terraza y mira hacia el río Uribante. La carrera 2 es conocida por todos como Calle Real. Prácticamente nadie la llama Calle Sucre. Prevalece, en este caso, el topónimo español de la época de la colonización. La carrera 3 es la Calle San Antonio, porque está ubicada al lado del templo que lleva este patronímico. Originalmente se llamaba Calle Sánchez Carrero. Oficialmente no se le ha cambiado el nombre pero el pueblo la llama por el nombre del Santo. La carrera 4 es la Avenida José Ramón Torres, en honor a un destacado personaje de la comunidad a mediados del siglo XX.
La estructura urbana del pueblo cuenta con trece calles transversales. La primera es la que está entre el liceo Francisco de Borja y Mora y el Estadio José Ramón Sánchez. La última está en el Calvario, en el cruce hacia Corea. Posteriormente se construyó la calle 0, al lado del parque infantil.
Pregonero tiene diversos barrios que se han construido fuera de esta estructura viaria, sobre la base de los Cerros San Ignacio, El Bolòn, Montaña Baja y Los Rastrojos.

### División política territorial
El municipio Uribante cuenta con cuatro parroquias denominada Cárdenas (La Fundación), Juan Pablo Peñaloza (Laguna de García) Parroquia Capital (Pregonero)y Potosí (Patio Redondo).
| Parroquia               | Superficie | Población   | Densidad       | Capital          |
| ----------------------- | ---------- | ----------- | -------------- | ---------------- |
| 1.) Cárdenas            | km²        | hab.        | hab./km²       | La Fundación     |
| 2.) Juan Pablo Peñaloza | km²        | hab.        | hab./km²       | Laguna de García |
| 3.) Pregonero           | km²        | hab.        | hab./km²       | Pregonero        |
| 4.) Potosí              | km²        | hab.        | hab./km²       | Santa Marta      |
| Municipio Uribante      | 1,502 km²  | 22.655 hab. | 14,53 hab./km² | Pregonero        |

### Relieve
La geografía del Municipio Uribante responde a los patrones orográficos andinos. El relieve es predominantemente montañoso. Dos serranías cruzan el Municipio.
Al norte destaca la Serranía El Batallón. La misma forma parte de la espina dorsal de la Cordillera de Mérida, en el recorrido por el Estado Táchira. Predominan los picos y las pendientes fuertes, así como lagunas de origen periglacial. Destaca por la presencia de paisajes espectaculares. En estas estribaciones se encuentran todas las aldeas ubicadas al oeste de Pregonero: Palmarito, San José, Saisayal, Laguna de García, Boca de Monte, el Páramo y otras.
Al sur se visualiza la Serranía del Uribante, también llamado Macizo del Uribante o Ramal del Uribante. la serranía viene creciendo desde las cercanías del Aeropuerto de Santo Domingo y se proyecta hacia el Estado Mérida, a través de Pico de Horma. Sobre esta serranía crecen poblaciones como La Fundación y Siberia. El relieve es de topografía moderada. Está asociada con la economía de café y ganadería de engorde.

### Clima
Las temperaturas varían de sur a norte. El sur es más cálido y los promedios térmicos disminuyen hacia la serranía el Batallón. La hipsometría se pronuncia en el mismo sentido que la latitud. Es por eso que el norte es más frío. Los alrededores de Pregonero son más templados. El sur de La Fundación es más cálido.
La precipitación también va disminuyendo en el mismo sentido. Al sur está la estación lluviosa con récord de registros pluviométricos en el País. Es la Estación Sitio de Presa. Pero está ubicada al sur de La Fundación. En Pregonero se registran cerca de 1400 mm anuales. Hacia el Páramo la lámina de agua desciende a los 1100 aproximadamente.
El clima de la región está influenciado por el régimen de vientos provenientes de los llanos, y se caracteriza por un patrón de lluvias unimodal. Esto significa que las precipitaciones se concentran en una sola temporada al año. Los máximos de lluvia se registran durante el verano astronómico, que abarca los meses de julio, agosto y septiembre, mientras que el período seco ocurre durante el invierno astronómico, es decir, en diciembre, enero y febrero.
En el municipio Uribante, los conceptos climatológicos de sequía y lluvia no coinciden con las estaciones astronómicas tradicionales. En otras palabras, las lluvias se presentan cuando el hemisferio norte atraviesa el verano astronómico, y cesan cuando comienza el invierno. Este régimen de precipitaciones, al ser prolongado, garantiza un suministro constante tanto de escorrentía superficial como subterránea, lo cual es fundamental para el equilibrio hídrico de la zona.

### Hidrografía
El río Uribante es la principal arteria hídrica del Municipio. Pero también se encuentran el río Pedernales, el Tenegá o Chácaro, así como El Puya y Río Negro. Este último nace en jurisdicción del Estado Mérida. Además, hacia el lado de la Parroquia Potosí nacen los ríos Navay, Doradas y el Caño. Así mismo, el municipio tiene numerosas quebradas y callejones.

### Demografía
La población del Municipio Uribante es predominantemente rural. El 30 % se concentra en el núcleo capital: Pregonero y Parroquia Cárdenas. El resto está diseminada en cerca de 45 aldeas y numerosos caseríos.

## Economía
La economía del Municipio Uribante se basa fundamentalmente en la actividad agropecuaria.
Existen diversos sistemas de producción rural. Entre ellos tenemos: horticultura comercial, ganadería de altura, caficultura, cañicultura, fruticultura tropical, agricultura tradicional.
En la zona alta se distinguen cultivos de hortalizas y tubérculos, aunque más recientemente han sido sustituidos por cultivos de fresa y mora. Se asocia con la ganadería de altura, especialmente en aldeas como Laguna de García, Saisayal, Las Aguadas. Montaña Alta, Montaña Baja, Páramo de Pérez, Laguna del Socorro, Los Laureles y Mesones, también avanza la frontera agrícola en actividades frutícolas, con excelentes rendimientos productivos y beneficios económicos para los productores.
Hacia el Este y el Sur, predomina la caficultura, cultivo estacional con menores beneficios económicos, el cual poco a poco viene siendo sustituido por otras actividades económicas.
También se distinguen algunas actividades comerciales de pequeña y mediana escala, predominantemente en las cabeceras de Parroquia y Municipio, como Pregonero, La Fundación, Santa Marta, Laguna de García. Pregonero se comporta como un lugar central que presta servicios comerciales, educativos, deportivos, financieros, administrativos, políticos y culturales hacia el resto de la geografía uribantina.
La actividad turística viene cobrando impulso en los últimos años. sin embargo, todavía no ha logrado consolidar proyectos de promoción de la imagen turística del Municipio, debido a la falta de eficiencia del gobierno regional.

### Turismo
Entre los principales sitios turísticos se encuentran:
- Los Vahos.
- Complejo Hidroeléctrico Uribante Caparo.
- Parque Las Escaleras.
- Centro Recreativo La Trampa.
- Cueva de "El Encanto" en Laguna de García.
- Laguna de García.
- Páramo La Cimarronera.
- Río Negro.
- Cascadas de La Fundación.
- Cascada de Las Lapas.
- La Cañabrava.
- Los siete Pozos de La Quinta
- La Cañabrava
- El Bolòn

La actividad turística es muy incipiente. La lejanía conspira contra las bondades turísticas del Municipio. Pero vale la pena la travesía.
Los vahos representan un lugar paradisíaco al norte de Pregonero. No tiene buen acceso vial. Pero cuenta con un excelente pozo para la recreación y el esparcimiento. Así como cuna caída espectacular hacia la quebrada Michitud, límite con el Estado Mérida. El lugar es ideal para la recreación, el pic-nic, los sancochos y para acampar.

### Símbolos Naturales del Municipio
En principio, la consulta y elección de los símbolos naturales inicio como propuesta por parte de Genesis Oballos (Directora de Turismo 2023-2025) y el Lcdo. José Eleuterio García Molina, con motivo de que cuando se habla de fauna y flora del municipio, esto no se tiene del todo claro. Por tanto, tras la iniciativa, surgió la primera reunión en la cual algunos directores de la alcaldía (turismo, dirección general, alcalde) y habitantes locales, pusieron en marcha una consulta en la que las escuelas y demás habitantes, postularan, un árbol, ave y flor, así como, una fecha histórica para celebrar el día del gentilicio uribantino. 
Así, según Acuerdo N.º 035/2023 emanado por el alcalde Abg. Jesús Olinto Contreras Andrade publicado en Gaceta Municipal Extraordinaria N.º14/2023 arranca la Consulta Municipal para escoger parte de la Identidad Natural del Municipio Uribante, así, como conmemorar el día del Gentilicio Uribantino. Desde este lunes 22 hasta el lunes 29 de mayo de 2023. 
El día miércoles 21 de junio a las 10:00a.m. en el salón de usos múltiples de la alcaldía de Uribante, se llevó a cabo la elección de los símbolos naturales y día de la Uribantineidad, con la presencia de un selecto panel de jurados dividido en dos grupos, el primero encargado de verificar y cuantificar la totalidad de consultas tanto físicas como virtuales para definir el día de la uribantineidad y el segundo encargado de verificar las propuestas de árbol, ave y flor para elegir los símbolos naturales municipales. Cabe destacar que dos jurados que conformaron el panel, lo hicieron a distancia, desde la ciudad de san Cristóbal y Caracas estudiando cada consulta y emitiendo su opinión a través de audios.
Jurado Día de la Uribantineidad
•	Licdo. José de la Cruz García Mora. Profesor. Cronista oficial del municipio Uribante
•	Geogr. José Ramón Sánchez. Geógrafo
Jurado Símbolos Naturales
•	Ing. Deisy Rangel. Ingeniero agroalimentario. Técnico de campo fundación CIARA
•	Sr. Jairo Márquez. Apicultor. Carpintero. Agricultor.
•	Lcda. Mercedes Bustamante. Profesora. Ecologista. Ambientalista. 
•	Ing. Maicol Castillo. Profesor agregado de la UNET. Ingeniero agrónomo. Encargado del departamento de conservación de suelos y agua, UNET
•	Dra. Zuleima Molina. Doctora en geografía. Directora del jardín botánico de Mérida. Decana de la facultad de geografía ULA.
El día de la elección además del selecto panel de jurados, se hicieron presentes observadores de algunas instituciones, como el Concejo Municipal, Contraloría Municipal, Sindicatura, Dirección General de la Alcaldía de Uribante, así como también, un observador representante de cada parroquia que conforma el municipio Uribante: Juan Pablo Peñaloza, Potosí, Cárdenas y Pregonero. Así, en el salón de usos múltiples de la Alcaldía de Uribante comenzó el evento, iniciando con las palabras del cuidado alcalde del municipio Abg. Olinto Contreras, seguidamente, la Dirección de Turismo a cargo de la joven Genesis Oballos, ofreció un resumen de la consulta, además dio a conocer el perfil de cada jurado y los aspectos que ellos deben considerar para elegir el árbol, ave y flor municipal. Posteriormente la presidenta de la Fundación del Niño Lcda. Corina Moreno, recordó cómo estaba estructurada la consulta, además de hacer énfasis en cómo se llevó cabo la entrega y recolecta de cada una de las más de 60 consultas recibas tanto física como virtual.
De esta forma, se dio inicio a la elección, cada jurado estudio cada consulta para conocer ese árbol, ave y flor propuesto por los habitantes del municipio; de igual forma, los jurados del día de la Uribantineidad verificaron cual fecha de las tres propuestas era la elegida, así luego de dos horas escuchado las propuestas del jurado a distancia se llegó a la siguiente conclusión:
Para el día de la Uribantineidad, el 1 de octubre de 1920 resultó la fecha ganadora con el 76, 79% de los votos. 
Para los símbolos naturales, la decisión estuvo basada de acuerdo a la importancia natural de cada símbolo, para el árbol, además se consideró su contribución a los suelos, si produce fruto, y si es maderable y de fácil propagación. Para el ave, se tomo en cuenta el papel que juega en la polinización de las plantas, su colorido y canto, y finalmente para la flor, su representatividad geográfica e importancia natural.
Así, luego de una larga discusión entre que especies mejor nos representan, los jurados llegaron a la siguiente decisión:
Árbol: Pomarroso Syzygium jambos
Ave: Azulejo. Thraupis episcopus
Flor: Cala silvestre. Zantedeschia aethiopica
Es necesario precisar, que a pesar de que en la consulta al momento de plasmar la propuesta para cada especie, se estipulo que fuese una especie propia de la zona; sin embargo, en el municipio, así como también en otras partes del país, la mayoría de especies de árbol, ave y flor son introducidas desde la época de la colonia, y que por su amplia distribución en el país, se puede decir que están nacionalizadas. Así mismo, se puede mencionar que estas especies se han adaptado y han sufrido variaciones, por lo que la representatividad geográfica y su arraigo en la cultura del uribantino, jugaron un papel clave para la elección de ahora nuestros símbolos naturales.

### Estaciones de Radio
- Radio Dinámica 106.7 FM "La Radio Jóven y Cultural del Municipio Uribante"
- Radio Cura 99.1 FM "La Voz de Dios Pregonando en Tu Vida"
- Radio Vecindario Sterio 100.9 FM
- Uribante 104.7 FM

## Política y gobierno

### Alcaldes
| Período     | Alcalde                 | Partido político / Alianza | % de votos | Notas |
| ----------- | ----------------------- | -------------------------- | ---------- | --- |
| 1989 - 1992 | Edilio Roa Valero       |                            | 50,92      | Primer alcalde bajo elecciones directas |
| 1992 - 1995 | Edilio Roa Valero       |                            | 51,29      | Reelecto |
| 1995 - 2000 | Euro Antonio Contreras  |                            | -          | Segundo alcalde bajo elecciones directas (se realizaron elecciones generales adelantadas en el 2000 debido a la aprobación de la Constitución de 1999) |
| 2000 - 2004 | Baudilio Carrero        |                            | 42,20      | Tercer alcalde bajo elecciones directas |
| 2004 - 2008 | José Candelario Ramírez |                            | 61,63      | Cuarto alcalde bajo elecciones directas |
| 2008 - 2013 | Oswaldo Moreno          |                            | 51,00      | Quinto alcalde bajo elecciones directas (se postergan 1 año las elecciones municipales pautadas para finales del 2012)                                 |
| 2013 - 2017 | Magaly Rosales          |                            | 34,32      | Sexta alcalde bajo elecciones directas |
| 2017 - 2021 | Yoel Contreras          |                            | 51,18      | Séptimo alcalde bajo elecciones directas |
| 2021 - 2025 | Olinto Contreras        | [ 10 ]                     | 54,67      | Octavo alcalde bajo elecciones directas |

### Concejo municipal
Período 1989 - 1992
| Concejales:              | Partido político / Alianza |
| ------------------------ | -------------------------- |
| Luis Maldonado           | COPEI                      |
| Luis Arnaldo Mora Durán  | COPEI                      |
| Hermes Contreras         | COPEI                      |
| Delvis Ramírez           | COPEI                      |
| Antonio Alcedo Contreras | AD                         |
| José Ramón Mora          | AD                         |
| Ramón Hernández Carrero  | MAS                        |

Período 1992 - 1995
| Concejales:         | Partido político / Alianza |
| ------------------- | -------------------------- |
| Inocentes Contreras | COPEI                      |
| Delvis Ramírez      | COPEI                      |
| Herminio Medina     | COPEI                      |
| José Colmenares     | COPEI                      |
| Antonio Contreras   | AD                         |
| Luis Sánchez        | AD                         |
| Carlos Guirigay     | AD                         |

Período 1995 - 2000
| Concejales:           | Partido político / Alianza |
| --------------------- | -------------------------- |
| Yolanda Ramírez       | COPEI                      |
| Omar Mora             | COPEI                      |
| José Mora             | COPEI                      |
| Carlos Guirigay       | AD                         |
| José Enrique Zambrano | AD                         |
| José Durán            | CONVERGENCIA               |
| Juan Medina           | RENACER                    |

Período 2000 - 2005
| Concejales:             | Partido político / Alianza |
| ----------------------- | -------------------------- |
| Alirio Medina           | COPEI                      |
| Gerardo Pérez           | COPEI                      |
| Josefa Hernández        | COPEI                      |
| José Candelario Ramírez | COPEI                      |
| Filadelfo Urbina        | MVR                        |
| Antonio Mora            | MVR                        |
| Nelson Mora             | MVR                        |

Período 2005 - 2013
| Concejales:               | Partido político / Alianza |
| ------------------------- | -------------------------- |
| Isaura Ramírez            | MVR                        |
| Manuel Ramírez            | MVR                        |
| Miguel Eligió Mora        | MVR                        |
| Dora Ramírez de Belandria | MVR                        |
| Silvio Hernández          | MVR                        |
| Filadelfo Urbina          | MVR                        |
| Jesus Ambrocio Vivas      | AD                         |

Período 2013 - 2018
| Concejales      | Partido político / Alianza |
| --------------- | -------------------------- |
| Jackson Duran   | MUD                        |
| Gerardo Mora    | MUD                        |
| Juvencio Mendez | MUD                        |
| Alirio Medina   | MUD                        |
| Jhon Marquez    | PPT                        |
| Isaura Ramírez  | PPT                        |
| José Ramírez    | JUAN BIMBA                 |

Período 2018 - 2021
| Concejales      | Partido político / Alianza |
| --------------- | -------------------------- |
| Jorge Andrade   | PSUV                       |
| Abelardo Pernía | PSUV                       |
| Dilver Zambrano | PSUV                       |
| Jenny Uribe     | PSUV                       |
| Jhon Marquez    | PSUV                       |
| José Sifuentes  | PSUV                       |
| Oskarlyn Pérez  | PSUV                       |

Período 2021 - 2025
| Concejales       | Partido político / Alianza |
| ---------------- | -------------------------- |
| Rosa Moncada     | UP                         |
| Rigoberto Alcedo | UP                         |
| José Mora        | UP                         |
| Norlys Contreras | UP                         |
| Noira Rosales    | PSUV                       |
| Jonas Colmenarez | PSUV                       |
| Fanny Mora       | PSUV                       |